# Marianne Groves
 (mai 2020).
Si vous disposez d'ouvrages ou d'articles de référence ou si vous connaissez des sites web de qualité traitant du thème abordé ici, merci de compléter l'article en donnant les références utiles à sa vérifiabilité et en les liant à la section « Notes et références ».
Pour les articles homonymes, voir Groves.
Marianne Groves, née le 31 juillet 1964à Vancouver, est une actrice française d'origine canadienne. Elle a joué au théâtre, au cinéma et à la télévision. Elle est aussi traductrice et parolière, notamment pour Yodelice et Johnny Hallyday.

## Biographie
Marianne Groves est née en 1964 à Vancouver, au Canada. Menant de front plusieurs carrières, elle est actrice, metteur en scène, traductrice, parolière et autrice. Elle vit à Paris.
Après une préparatoire HEC au Lycée Carnot de Dijon, un diplôme de cadre supérieur obtenu à Sup de Co Lyon (aujourd'hui EML), et un poste de responsable marketing au Théâtre national populaire de Villeurbanne, Roger Planchon l'engage comme figurante au sein de l'équipe du spectacle George Dandin, aux côtés de Daniel Gélin, Claude Brasseur et Zabou Breitman. Le spectacle tourne en France et en Europe [Quand ?] pendant un an et demi. Roger Planchon dirige également la réalisation du film. Marianne Groves est ensuite reçue au concours de la classe libre du Cours Florent, où elle est notamment l'élève d'Isabelle Nanty. Elle est son assistante sur Une maison de poupée, d'Ibsen, en 1990, créé au CDN de Nice, avec Antoine Duléry et Sandrine Dumas.
Elle obtient le Prix Michel Simon pour le rôle principal de Mado poste restante, film français du russe Alexandre Adabachian (qui était jusqu'alors le collaborateur attitré de Nikita Mikhalkov). Le film est nommé aux César 1991 dans la catégorie Meilleur Premier Film. Marianne Groves débute au théâtre dans la troupe de Pierre Pradinas avec Ah, le Grand Homme. En 1994 elle signe sa première mise en scène de théâtre, avec Le Lait, les Amphètes et Alby la Famine, une pièce sous-titrée « Une série B kung fu monocouche acrylique pour 10 acteurs grand teint lavables en machine », adaptée du roman éponyme du britannique Martin Millar (en). Le spectacle est créé au Théâtre de Nice, dirigé par Jacques Weber. Marianne Groves traduit ensuite trois romans de Martin Millar pour les Éditions Intervalles : Les petites fées de New York, Kalix la loup-garou solitaire, Kalix la malédiction de la loup-garou.
À partir des années 2000, Marianne Groves s'oriente plus nettement vers l'écriture et la mise en scène. Elle traduit divers romans dont les mémoires croisées de Martin Sheen avec son fils, La Route ensemble. En 2009 elle devient parolière pour Yodelice, et signe une majorité des paroles sur les quatre albums à suivre. L'album Tree of Life obtient en 2010 la Victoire de l'Album Révélation de l'Année. Elle signe également  les paroles d'une chanson pour la B.O. pour le film de Zabou Breitman, No et Moi, et cosigne avec Maxim Nucci la chanson "Talk to me" dans le film de Guillaume Canet, Les Petits Mouchoirs ainsi que la chanson J’inspire  de l'album Jamais seul de Johnny Hallyday.
Elle réalise plusieurs mises en scène de théâtre, dont Dura Lex de Stephen Adly Guirgis (adaptation française de la pièce Jesus Hopped the A Train), qui obtient le prix Adami Jeanne-Laurent en 2006 au Festival Avignon Off. En 2012, elle fait découvrir et traduit pour Chevallier et Laspalès Les Menteurs, d'Anthony Nielson, produit au Théâtre de la Porte-Saint-Martin, et adapte et met en scène Doris Darling de Ben Elton ("Silly Cow") sur le plateau du Petit Saint-Martin, dont Jean-Claude Camus et Jean Robert-Charrier viennent de prendre la direction.
En octobre 2014, à la suite de la naissance de ses jumeaux, elle publie son premier roman, Baby Baby, aux éditions Intervalles.

## Filmographie

### Cinéma
- 1988 : Les Deux Fragonard de Philippe Le Guay
- 1989 : Il y a des jours... et des lunes de Claude Lelouch
- 1989 : Mado poste restante d'Alexandre Adabachian, Film sélectionné à Cannes dans la sélection « Perspectives » en 1990.
- 1992 : Fausto de Rémy Duchemin
- 1993 : Taxi de nuit de Serge Leroy
- 1993 : Les gens normaux n'ont rien d'exceptionnel de Laurence Ferreira Barbosa
- 1994 : La Vie parisienne, court métrage de Hélène Angel
- 1997 : Tortilla y cinema de Martin Provost
- 1997 : Madeline de Daisy Mayer (U.S.A.)
- 1997 : La Femme de chambre du Titanic de Bigas Luna
- 1999 : La Maladie de Sachs de Michel Deville
- 2000 : Le Placard de Francis Veber
- 2003 : Mariages !  de Valérie Guignabodet
- 2005 : Cavalcade de Steve Suissa
- 2009 : Divorces de Valérie Guignabodet

### Télévision
- Depuis 1991 elle a participé à plus de 40 téléfilms.
- 1992 : Maigret : épisode 5 : Maigret et le Corps sans tête : la bouchère
- 2003 : Maigret : épisode 45 : l'Ami d'enfance de Maigret : Madame Blanc, la concierge

## Théâtre

### Comédienne
- 1987-88 : George Dandin, de Molière. M.s. Roger Planchon
- 1988 : La Ronde, d'Arthur Schnitzler. M.s. Isabelle Nanty
- 1989 : Lorenzaccio, d'Alfred de Musset. M.s. Francis Huster
- 1990 : Une maison de poupée, d'Ibsen. M.s. Isabelle Nanty
- 1991-93 : Ah le grand homme. M.s. Pierre Pradinas
- 1992-93 : Filumena Marturano, d'Eduardo De Filippo. M.s. Marcel Maréchal
- 1994 : Alby la famine, de M. Groves d’après Martin Millar. M.s. Marianne Groves
- 1994-95 : La Vie criminelle de Richard III, de Gabor Rassov. M.s. Pierre Pradinas
- 1997-98 : Le Dindon, Feydeau. M.s. Thomas Le Douarec
- 1999 : Ah le grand homme, M.s. Pierre Pradinas
- 1999-2001 : Le Retour au désert, de B. M. Koltes. M.s. Thierry de Peretti
- 2002 : Taire…, de Nicolas Fretel. M.s. Razerka Lavant
- 2002-2003 : Ah le grand homme. M.s. Pierre Pradinas
- 2009 : You Dream, Autriche. M.s. Superamas

### Mise en scène
- Assistante d'Isabelle Nanty en 1990 sur Une maison de poupée d'Ibsen
- 1988 : Quartett de Heiner Muller. École Florent
- 1989 : Savage/Love de Sam Shepard. École Florent
- 1993-1997 : Performances Cascade' avec Nicky Naude, Le Palace à Paris, Zenith de Caen, “Salon du Manga” à Paris
- 1994-1995 : Le lait, les amphetes et Alby la famine',  M. Groves d’après Martin Millar, Tournée : Grasse, Toulon, Paris, festival Avignon, banlieue parisienne
- 1995 - Le dimanche de bonbon, clown. Toulon
- 2000 : Peace and love avec Melody Paradise, M. Groves d’après Martin Millar, Corse, festival “ARIA”. Spectacle en plein air avec 36 acteurs
- 2005 : Sibyline, Noli. Trad: Marianne Groves (lectures), Kulturfabrik à Luxembourg, Maison du Off, Avignon
- 2005-2006 : Dura lex, Stephen Adly Guirgis. Trad : Marianne Groves, Création Avignon Off 2005, théâtre Présence Pasteur, Théâtre National du Luxembourg, Festival de Sarlat, Vingtième Theatre, Paris
- 2008 : Big shoot, Koffi Kwahulé, Cycle de lectures Avignon Off, Chapelle du Verbe Incarné
- 2009 : Sibyline, Noli. Trad: Marianne Groves, Manufacture des Abbesses
- 2011 : Haut la main, Tim Crouch. Trad: Marianne Groves, Musée MACVAL, Vitry Sur Seine
- 2012 : Mes nuis sans Robert, Véronique Gallo (seule en scène), Théâtre Clavel, Paris
- 2012 : Doris Daring, Ben Elton. Trad: Marianne Groves, Théâtre du Petit-Saint-Martin

## Traductions

### Romans
- La Route ensemble, de Martin Sheen et Emilio Estevez. Bayard Presse.
- Kalix, La Malédiction de la loup-garou, de Martin Millar. Éditions Intervalles.
- Kalix, La Jeune Loup-garou solitaire, de Martin Millar. Éditions Intervalles
- Les Petites Fées de New-York, de Martin Millar. Éditions Intervalles

### Théâtre
- Doris Darling (Silly cow), de Ben Elton. mise en scène M. Groves, Petit Saint Martin, Paris.
- Les Menteurs (The lying kind), d'Anthony Neilson, mise en scène Jean-Luc Moreau, Théâtre de la Porte Saint Martin.
- Un Chêne (An oak tree), de Tim Crouch, mise en scène Nicolas Morvan, Manufacture des Abbesses, Paris.
- Haut la main (My Arm), de Tim Crouch, mise en scène Groves, Musée MacVal.
- Le Tombant, de Simon Stevens, Manufacture des Abbesses.
- Le Bug (The bug), de Richard Strand, mise en scène Beata Nilska, Théâtre La Bruyère.
- That Face, de Polly Stenham, mise en scène Tanya Loppert à Louvain, Belgique.
- Inconcevable (The F… Word) de Jordan Beswick, mise en scène de l’auteur, Manufacture des Abbesses.
- Sybilline, de Noli, mise en scène Marianne Groves, Kulturfabrik Esch/Alzette à Luxembourg, Manufacture des Abbesses à Paris.
- Jesus Hopped the ‘A’ Train / Dura Lex, de Stephen Adly Guirgis, mise en scène Marianne Groves, Vingtième Théâtre, Paris.
- 2018 : Ich bin Charlotte d'après Doug Wright, mise en scène Steve Suissa, Festival Off d'Avignon, Théâtre du Petit-Saint-Martin, tournée

## Parolière
- Yodelice
  - album Tree of life (2009), Universal / Mercury. - Disque d’or, album révélation de l'année aux Victoires de la musique 2010
  - Album Cardioid (2010) - Nomination comme album rock de l'année aux Victoires de la musique 2011
  - album Square Eyes (2013), Universal / Mercury
  - album Like a Million Dreams (2014), Universal / Mercury
- Kiddo[Qui ?], album Where to? [Quand ?]. Label Vaziva
- Les Petits Mouchoirs, bande originale du film de Guillaume Canet : 2 chansons
- No et moi, film de Zabou Breitman : générique Hush hush, Anna Chalon[Quoi ?]
- J’inspire  sur l'album Jamais seul de Johnny Hallyday

## Distinctions
- Prix Michel Simon 1989 pour le premier rôle de Mado, poste restante
- Prix Adami Jeanne-Laurent 2006 pour la mise en scène de Dura Lex